# شوی پاتریک ستاره
شوی پاتریک ستاره یا شوی پاتریک استار (به انگلیسی: The Patrick Star Show) یک مینی سریال پویانمایی رایانه ای آمریکایی در ژانر کمدی و ماجراجویانه است که دومین اسپین آف از مجموعه باب اسفنجی شلوار مکعبی است و فصل اول آن در 26 قسمت توسط تمام تیم سریال اصلی (به جز استیون هیلنبرگ)، ساخته و قسمت اول آن در ۱۸ تیر ۱۴۰۰ پخش شد. این سریال در سال ۲۰۲۲ برای فصل دوم نیز تمدید شد.
مینی سریال «شوی پاتریک استار» برنامه‌ای گفتگو محور در قالب یک تاک شو با مجری‌گری پاتریک ستاره خواهد بود؛ ترکیبی از «شوی لری سندرز» و «کمدی بنگ! بنگ!»

## خلاصه داستان
شوی پاتریک ستاره دربارهٔ پاتریک ستاره است که در خانه با خانواده اش زندگی می‌کند؛ جایی که او از اتاق خواب تبدیل شده به تلویزیون، برنامه خودش را برای محله برگزار می‌کند. خواهر کوچک او، اسکوئیدینا، در پشت صحنه کار می‌کند تا اطمینان حاصل کند که نمایش پاتریک همیشه روان است، در حالی که والدین او، بانی و سیسیل و پدر بزرگش، هرکدام از آنها به طرز خنده دارانه ای از پاتریک حمایت می‌کنند.
ماجراهای غیرقابل پیش‌بینی خانواده ستاره اغلب برنامه را مطلع می‌کند، با برنامه چیزهایی را ادغام می‌کند و حتی گاهی اوقات با آن تداخل پیدا می‌کند ؛ اما یک چیز قطعی است : زندگی عجیب و غریب او همیشه باعث ایجاد یک تلویزیون عالی می‌شود !

## صداپیشگان مهمان
شخصیت‌های مجموعه باب اسفنجی شلوار مکعبی در این مینی سریال حضور خواهند داشت.
در این میان حضور کاراکتر باب اسفنجی (با صداپیشگی تام کنی) به عنوان شخصیت مهمان حتمی است.

## ساخت سریال
از سال ۲۰۱۹، تمایل مدیر شبکه نیکلودئون برای تولید این اسپین اف مطرح شده بود.
بر اساس گزارشی که سایت ددلاین منتشر کرده‌است، نیکلودئون به خاطر محبوبیت بسیار زیاد شخصیت پاتریک، قصد دارد سریالی بر اساس این کاراکتر تولید کند.
نیکلودئون در حساب توئیتر خود ضمن انتشار نخستین تصویر مینی سریال شوی پاتریک ستاره، اعلام کرده‌است: «این مجموعه دومین سریال اسپین‌آف برای باب‌اسفنجی شلوار مکعبی است و به ما این امکان را می‌دهد تا توانایی‌های خود را گسترش دهیم و ضمن روایت داستان‌هایی جدید با مخاطبانمان در سراسر جهان که عاشق این شخصیت‌ها هستند، همچنان ارتباط برقرار کنیم».